# Iwołżanśke
Iwołżanśke (ukr. Іволжанське) – osiedle na Ukrainie, w obwodzie sumskim, w rejonie sumskim, w hromadzie Junakiwka. W 2001 liczyło 231 mieszkańców.